# Lagoa (Azoren)
Lagoa ist eine Kleinstadt auf der zu den Azoren gehörenden Insel São Miguel und hat ca. 9000 Einwohner.

## Verwaltung
Lagoa ist Verwaltungssitz eines gleichnamigen Kreises. Die folgenden fünf Gemeinden gehören zum Kreis Lagoa:

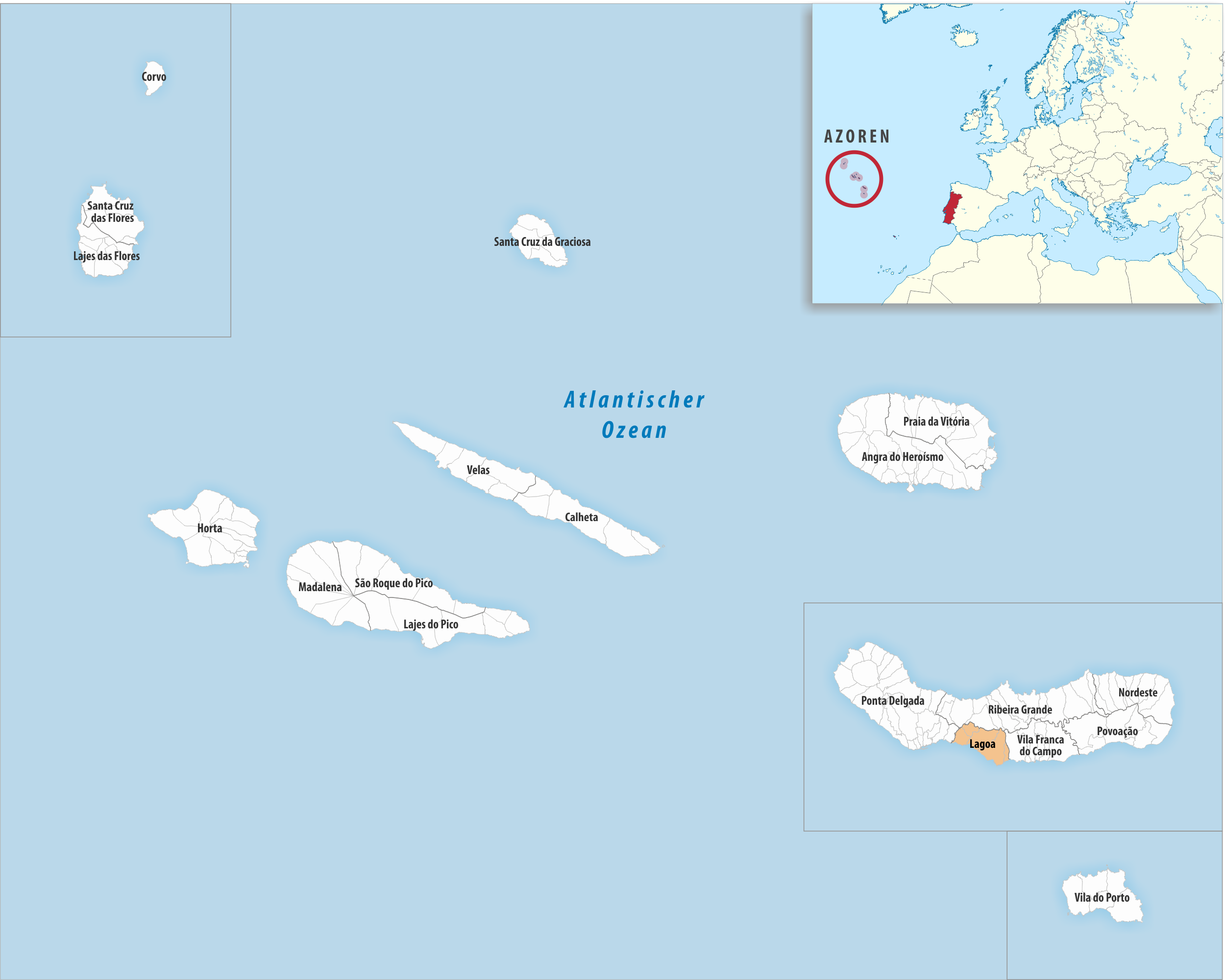
Kreis Lagoa

| Gemeinde                 | Einwohner (2021) | Fläche km² | Dichte Einw./km² | LAU- Code |
| ------------------------ | ---------------- | ---------- | ---------------- | --------- |
| Água de Pau              | 2.919            | 17,46      | 167              | 420101    |
| Cabouco                  | 1.970            | 4,85       | 406              | 420102    |
| Nossa Senhora do Rosário | 5.407            | 6,52       | 829              | 420103    |
| Ribeira Chã              | 365              | 2,50       | 146              | 420105    |
| Santa Cruz               | 3.528            | 14,27      | 247              | 420104    |
| Kreis Lagoa              | 14.189           | 45,60      | 311              | 4201      |

## Nachbarkreise
|               | Ribeira Grande                              |                      |
| Ponta Delgada | Kompassrose, die auf Nachbargemeinden zeigt | Vila Franca do Campo |
|               | Atlantischer Ozean                          |                      |

## Sehenswürdigkeiten
Die Attraktion des Ortes ist ein Badekomplex, der aus einem kombinierten Natur- und künstlich angelegten Schwimmbad besteht. Direkt gegenüber befindet sich der Fischerhafen Porto dos Carneiros, der früher der wichtigste Fischerhafen der Insel war.

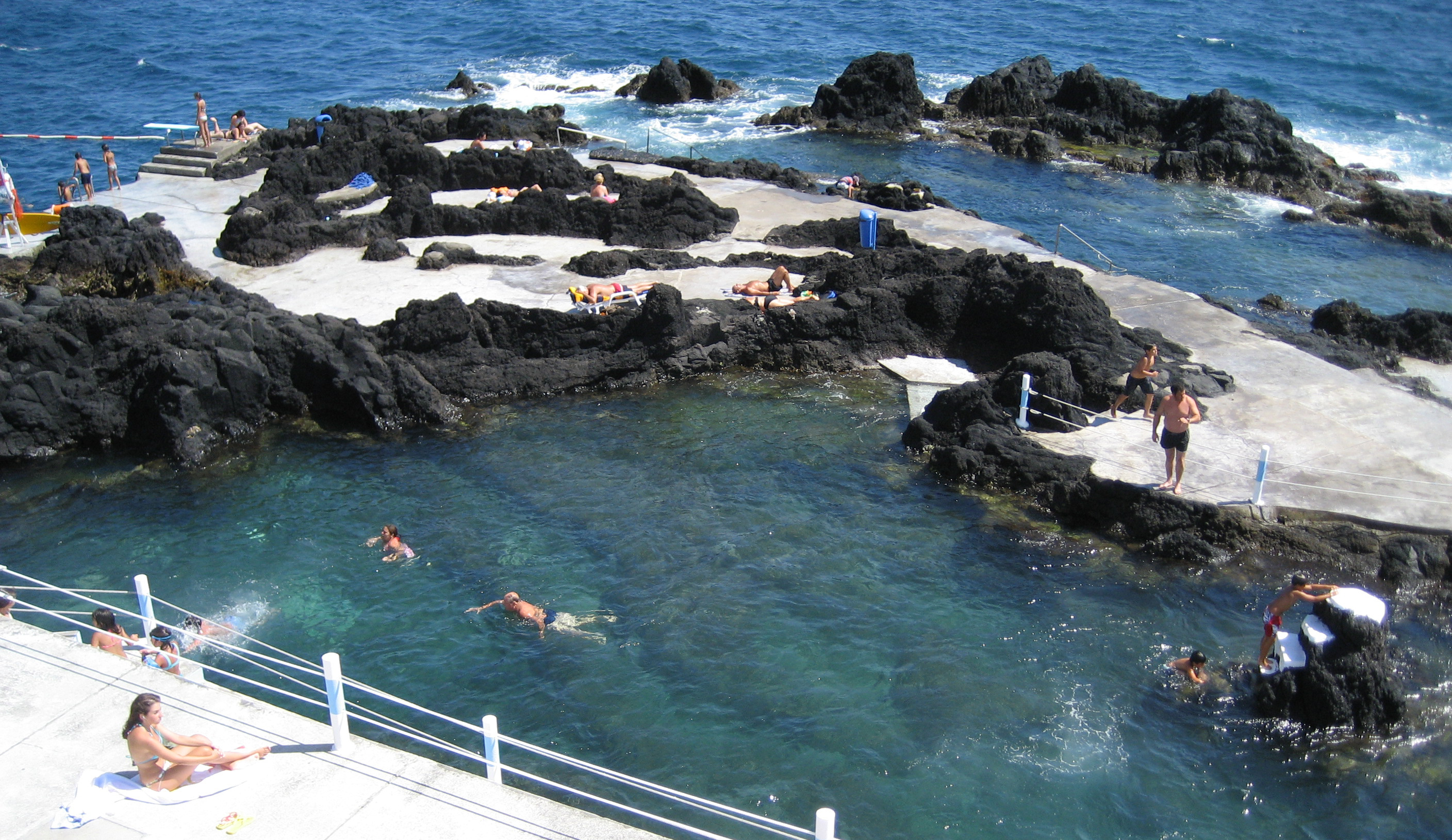
Der Badekomplex integriert offene Naturbecken,…
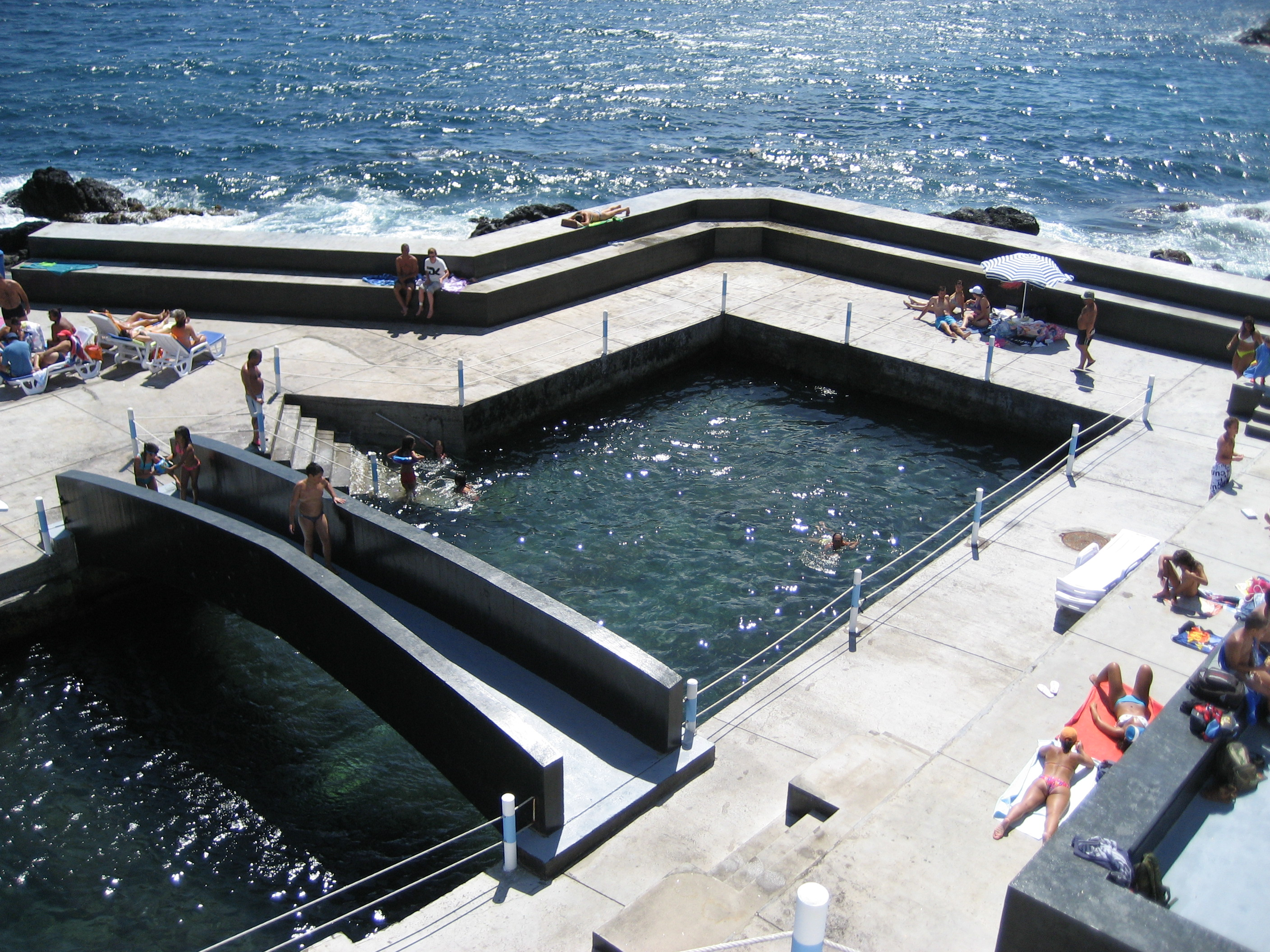
…strömungsberuhigte Naturbecken,…
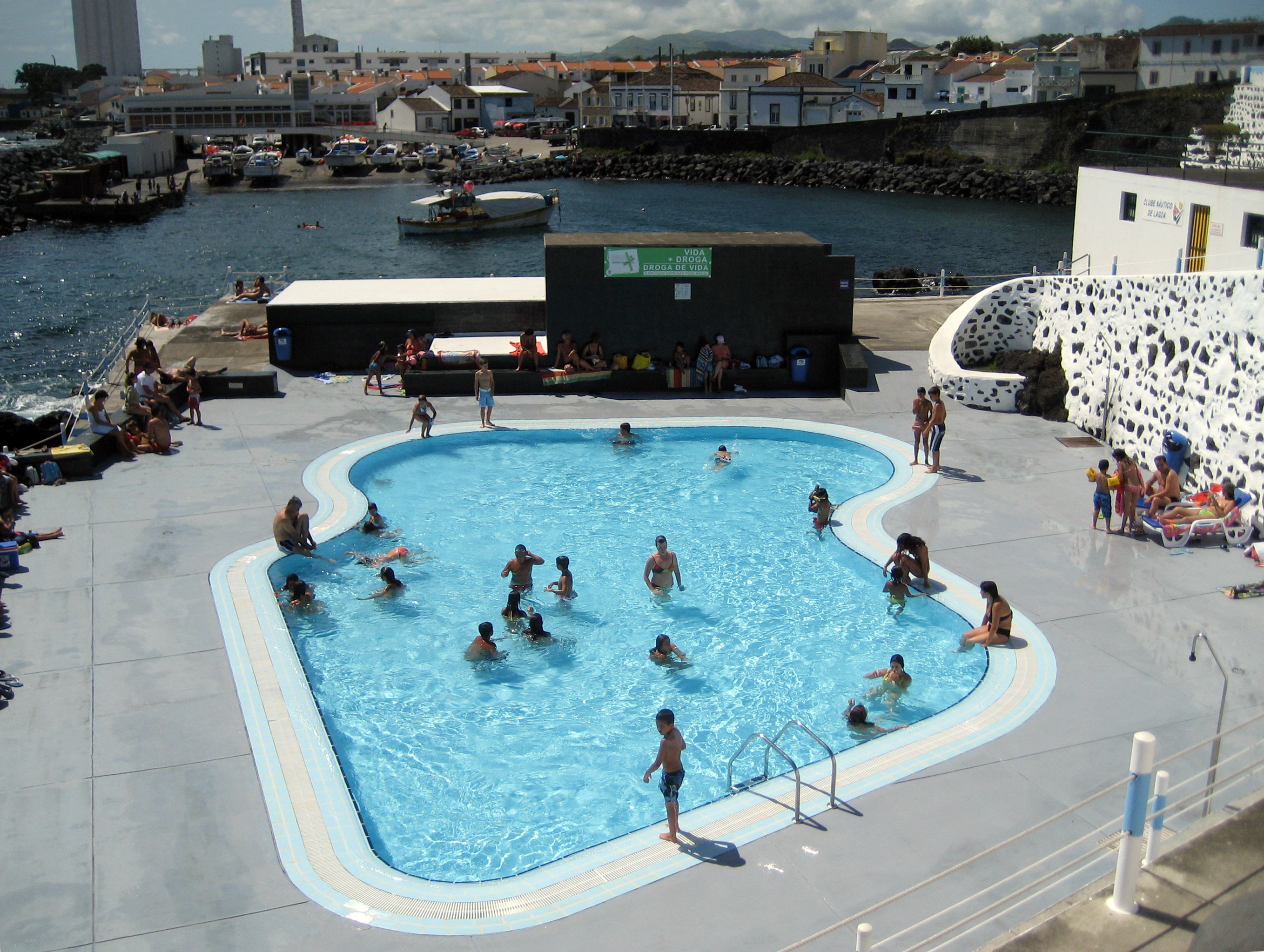
…sowie Kleinkinderbecken. Gegenüber der alte Fischhafen Porto dos Carneiros
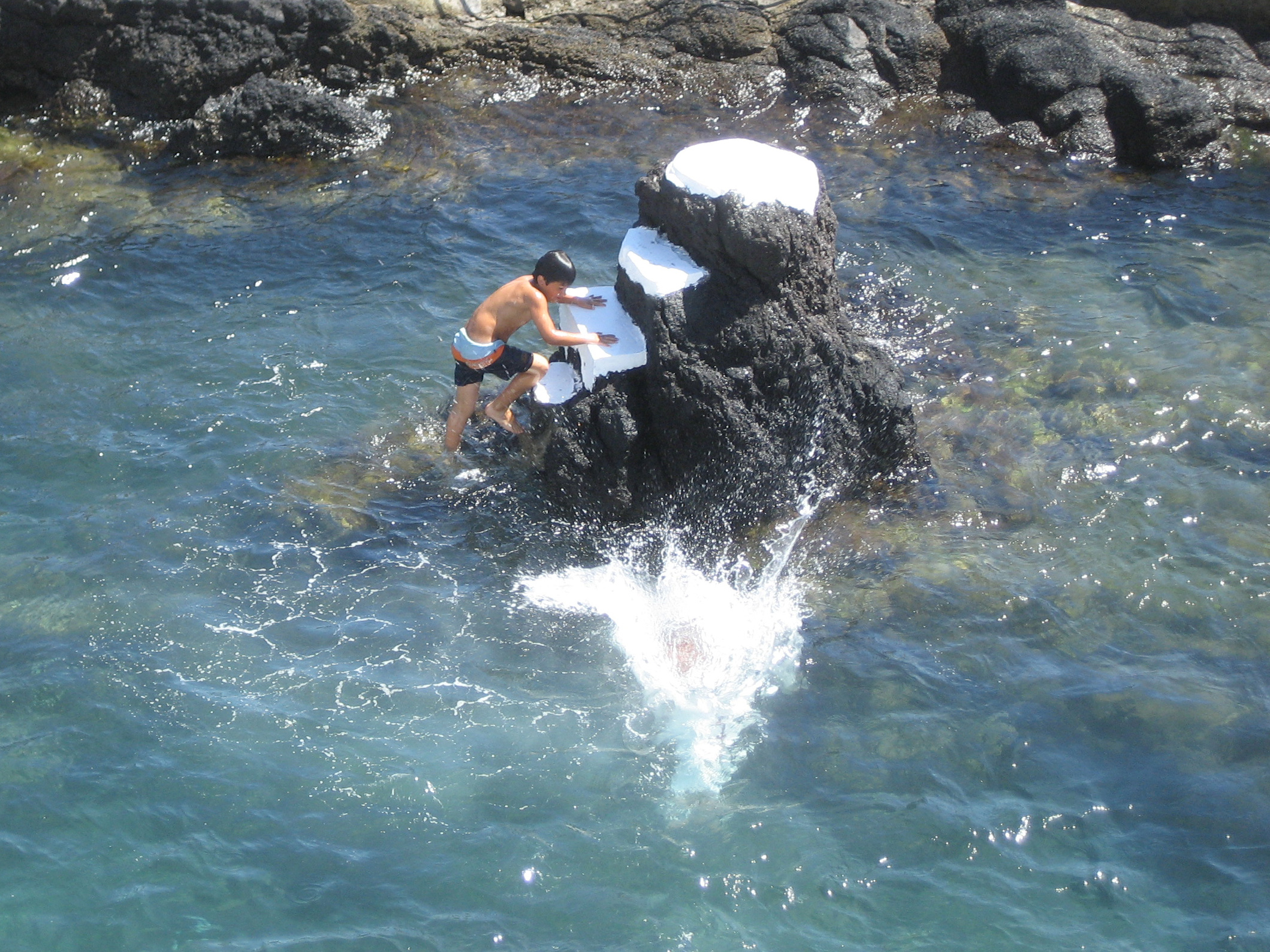
Die Felsen werden in geeigneter Weise in den Badebetrieb einbezogen

## Söhne und Töchter der Stadt
- Manuel de Medeiros Guerreiro (1891–1978), Theologe und Missionar, Bischof von Nampula, Mosambik